# Ignace Bessi Dogbo
Ignace Bessi Dogbo (Abidjan, 17. kolovoza 1961.) bjelokošćanski je prelat Katoličke Crkve koji je od 2024. nadbiskup Abidjana.
Papa Franjo ga je 7. prosinca 2024. proglasio kardinalom, dodijelivši mu kao članu reda svećenika kardinala naslov Santi Mario e Compagni Martiri.